# Горки (городской округ Коломна)
Го́рки — село в городском округе Коломна Московской области. До 2017 года входило в Заруденское сельское поселение Коломенского района. Население — 129 чел. (2021).

## История
До образования Коломенского района входило в состав Колычевской волости Егорьевского уезда Рязанской губернии.

## Население
| 2002 | 2006 | 2010 | 2021 |
| ---- | ---- | ---- | ---- |
| 141  | ↘110 | ↘92  | ↗129 |

## Достопримечательности
В селе открылся мини-зоопарк, в котором представлены разнообразные животные.

## Религия
В деревне располагается Никольская церковь. Церковь была построена в стиле русского классицизма в конце XIX — начале XX веков по проекту архитектора И. Т. Барютина. Средства на строительство предоставил егорьевский купец I гильдии Михаил Никифорович Бардыгин. Во время Советской власти церковь пришла в запустение. Но в 1997 году было начато восстановление церкви на средства прихожан.

## Люди, связанные с селом
- Александр Сергеевич Рождествин (1898 — 21.10.1937) — православный священник (священник Александр), расстрелян на полигоне в Бутово.